# Comarca de Aparecida do Taboado
A Comarca de Aparecida do Taboado é uma comarca brasileira localizada no estado de Mato Grosso do Sul, a mais de 400 quilômetros da capital.

## Generalidades
Sendo uma comarca de segunda entrância, tem uma superfície total de 2.750 km², o que totaliza cerca de 0,7% da superfície total do estado. A povoação total da comarca é de 22 mil habitantes ou cerca de 0,8% do total da povoação estadual, e a densidade de povoação é de 8 habitantes por km².
A comarca inclui apenas o município de Aparecida do Taboado e limita-se com as comarcas de Paranaíba, Inocência e Três Lagoas.
Economicamente possui PIB de R$ 451 593 000,00 e PIB per capita de R$ 20 246,25
A comarca de Aparecida do Taboado foi criada pela lei nº 687 de 12 de dezembro de 1953, e instalada em fevereiro de 1954, quando o Estado ainda era Mato Grosso, e elevada para segunda entrância em 1999.